# اسپرینگر اسپانیل انگلیسی
اسپرینگر اسپانیل انگلیسی (به انگلیسی: English Springer Spaniel)، نام یکی از نژادهای سگ است که خاستگاه آن به انگلستان بازمی‌گردد.

## نگارخانه

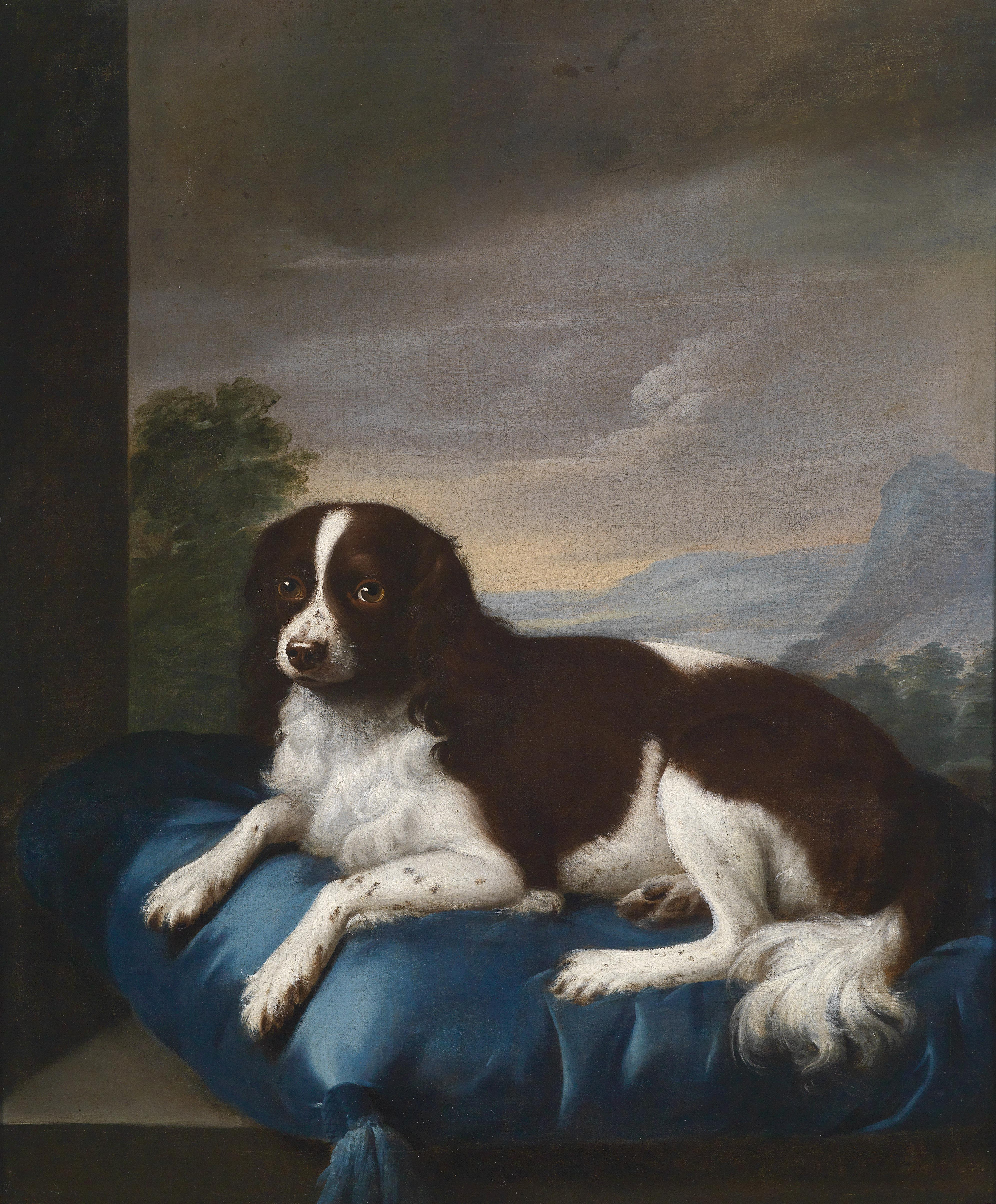
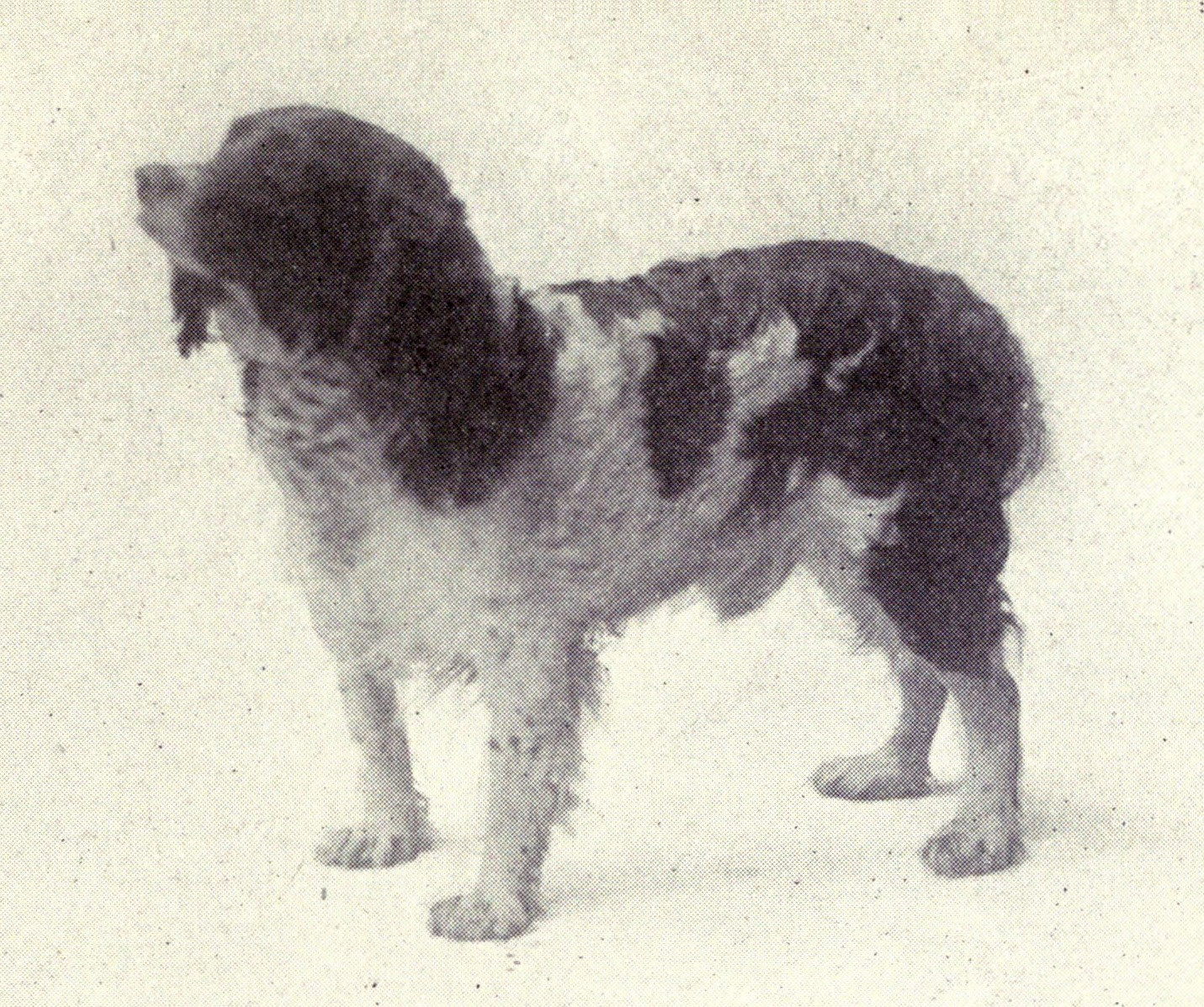
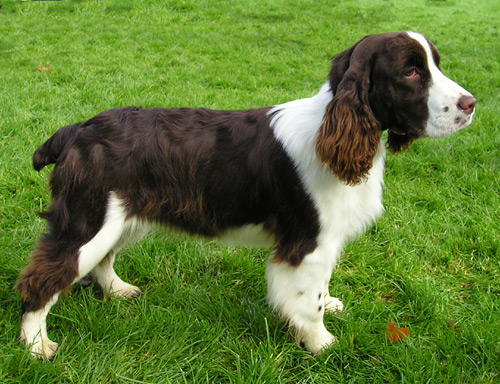
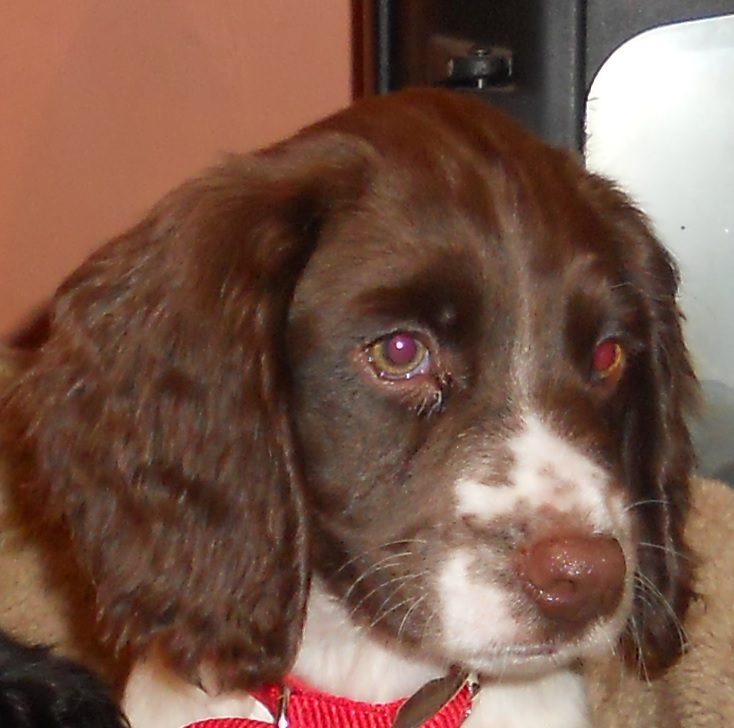
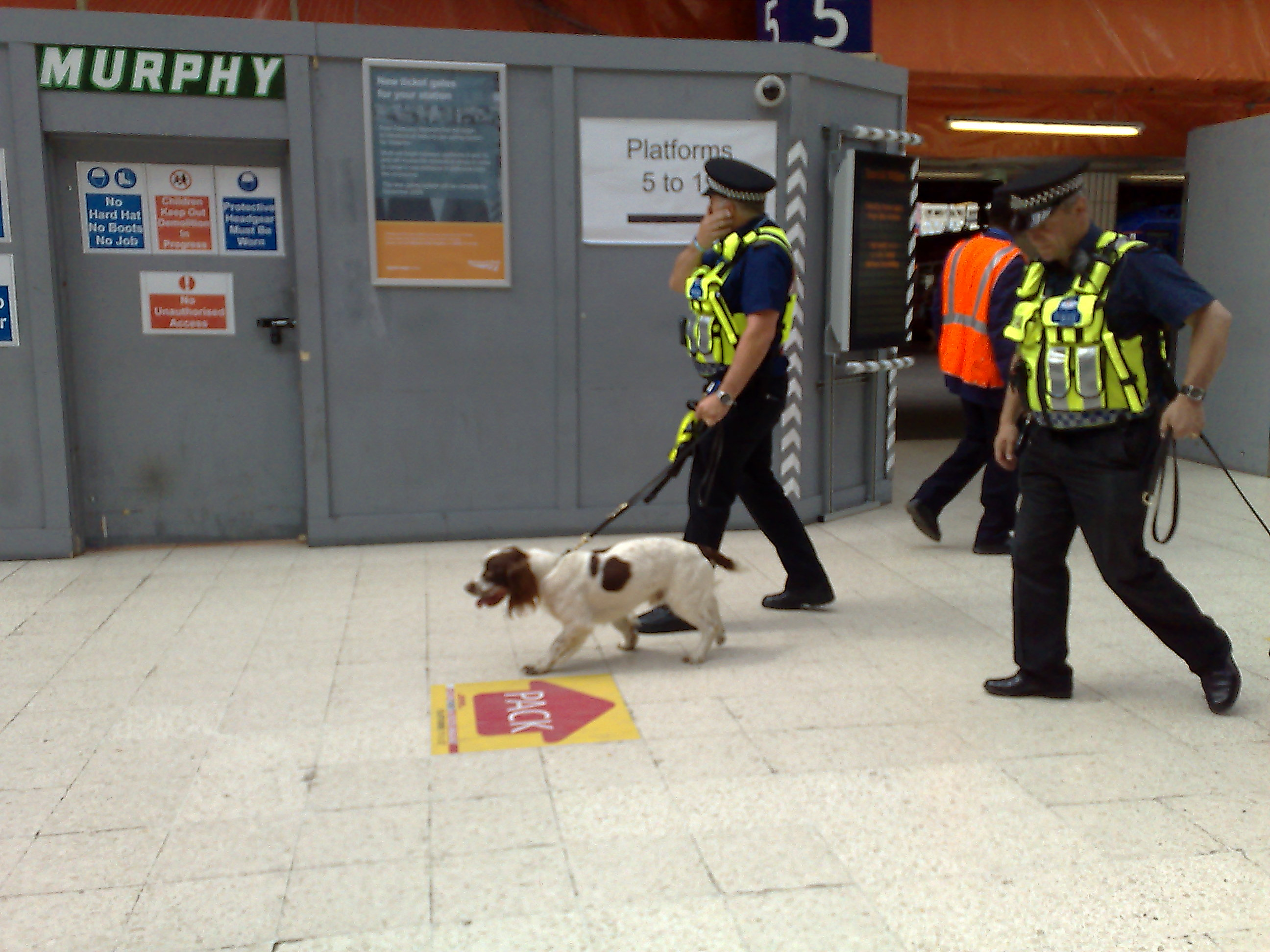
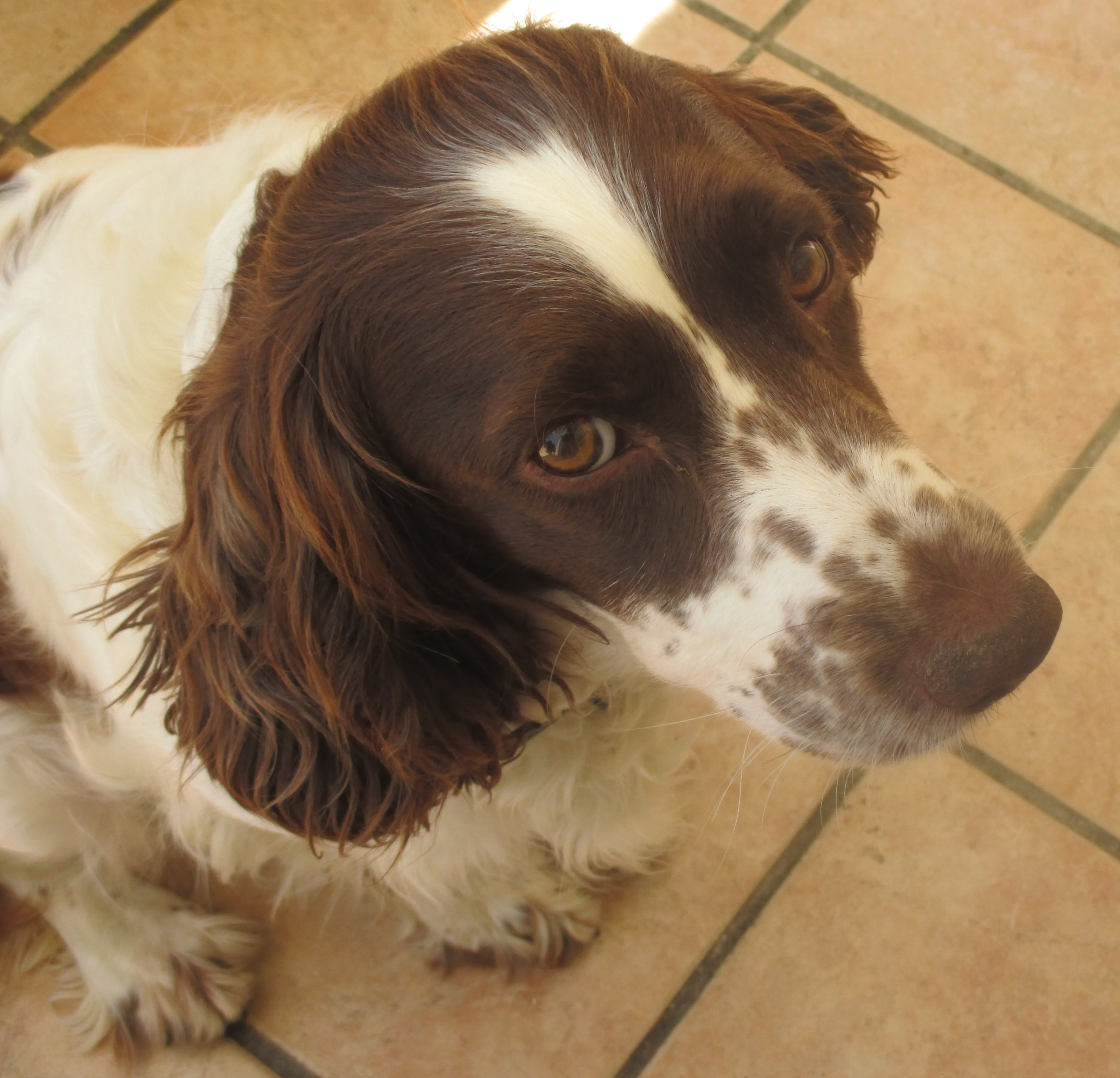